# Houtouwan

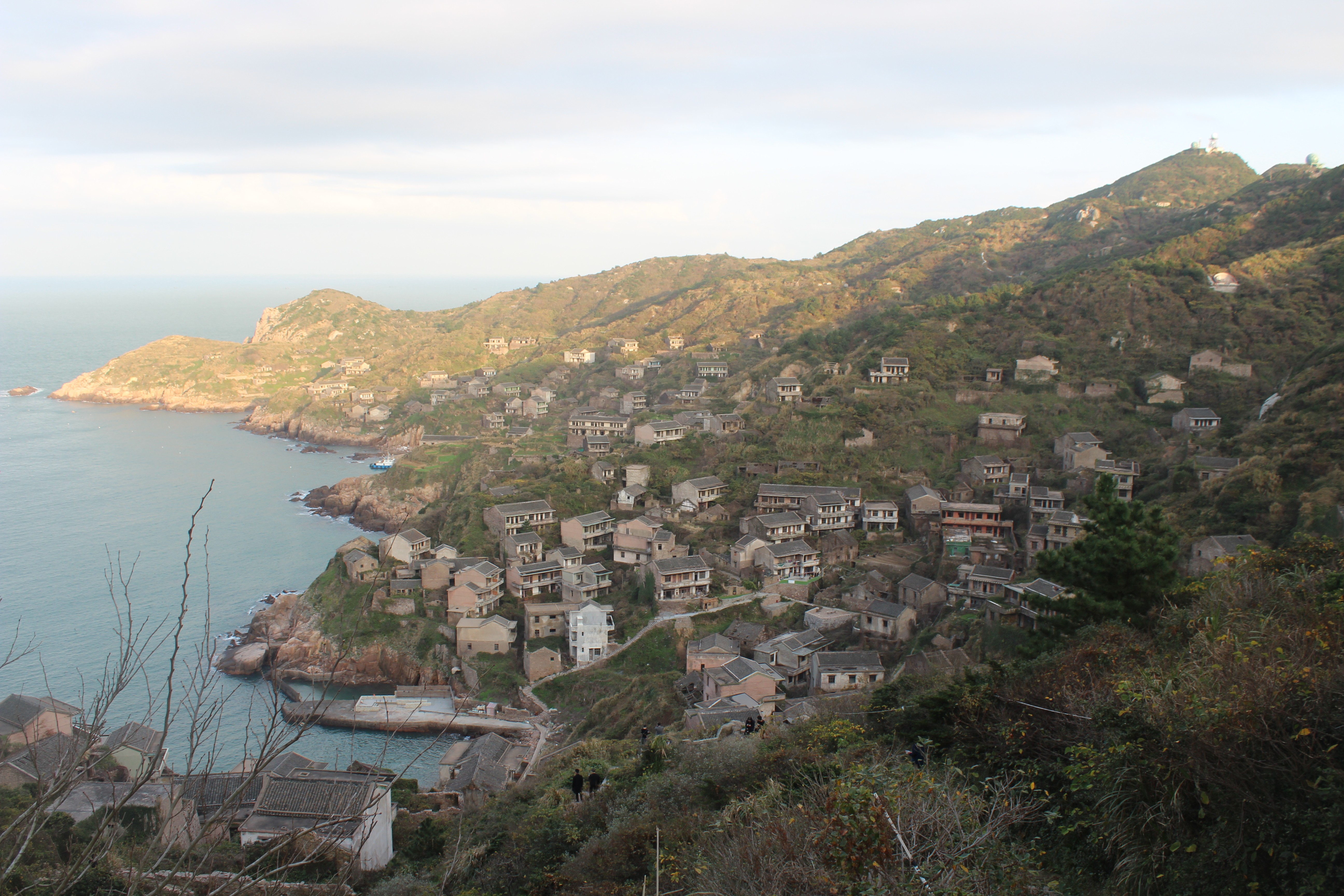
Houtouwan ao anoitecer, em dezembro de 2018

Houtouwan (em chinês:  后头湾; pinyin: Hòutóuwān) é uma aldeia de pescadores abandonada no lado norte da Ilha de Shengshan, parte das Ilhas Shengsi, um arquipélago de 400 ilhas localizadas a 64 km ao leste de Xangai, na China.
A aldeia já foi o lar de mais de 2.000 pescadores, entre outros residentes, mas foi abandonada no início dos anos 1990. Hoje, o vilarejo é o lar de apenas algumas pessoas, mas é uma atração turística popular. As razões para o abandono quase total de Houtouwan incluem problemas com educação e entrega de comida. Desde o seu abandono, a vegetação cobriu grande parte do que antes era uma aldeia movimentada.